# 曾根虎長
曾根虎長（?—1573年），日本戰國時代的武將。甲斐武田氏家臣。父親是曾根繩長或曾根昌長。

## 生平
生年不詳，家中長男。享祿4年（1531年），因為父親戰死，於是繼任家督並仕於武田信虎，依照慣例，受信虎下賜偏諱，於是改名為虎長。在信虎被流放後，仕於信虎的兒子武田晴信。很早就把家督讓予兒子勝長（後來的昌世）並隱居。
永祿4年，在晴信侵攻西上野國時，與跡部勝資、原昌胤、土屋昌續等人一同負責擔任西上野國眾的取次，此時擔任安中氏的取次。天正元年（1573年）以後的活動不詳，因此被認為是在這段時期死去。

## 外部連結
- 武家家伝＿曾根氏 （页面存档备份，存于）